# Солнечная корона

Солнечная корона, запечатлённая во время полного солнечного затмения 11 августа 1999 года (близко к максимуму 23-го цикла).

Зависимость относительной яркости составляющих Солнечной короны от расстояния до края диска

Солнечная корона — верхний, самый разреженный и горячий слой атмосферы Солнца. Состоит из плазмы (электронов и ионов).

## Описание
Чёткой внешней границы у солнечной короны нет. Солнечная корона переходит в солнечный ветер. Земля, как и другие планеты, находится внутри короны. Оптическое излучение короны прослеживается на 10—20 радиусов Солнца (десятки миллионов километров) и сливается с зодиакальным светом (результатом рассеяния света на пылинках). 
Температура короны — порядка миллиона кельвинов. Причём от хромосферы она повышается до двух миллионов на расстоянии порядка 70 000 км от видимой поверхности Солнца, а затем начинает убывать, достигая у Земли ста тысяч кельвинов.

## Излучение солнечной короны
Интегральный блеск короны составляет от 0,8⋅10−6 до 1,3⋅10−6 часть блеска Солнца. Поэтому она не видна вне затмений или без технологических ухищрений. Для наблюдения Солнечной короны вне затмений используют внезатменный коронограф.
Излучение короны в основном приходится на далёкий ультрафиолетовый и рентгеновский диапазоны, непропускаемые земной атмосферой, поэтому очень большое значение имеет изучение солнечной короны с помощью космических аппаратов.

### Излучение в видимом диапазоне
Видимый спектр солнечной короны состоит из трёх различных составляющих, названных L, K и F компонентами (или, соответственно, L-корона, K-корона и F-корона; ещё одно название L-компоненты — E-корона). K-компонента — непрерывный спектр короны. На его фоне до высоты 9'÷10' от видимого края Солнца видна эмиссионная L-компонента. Начиная с высоты около 3' (угловой диаметр Солнца — около 30') и выше виден фраунгоферов спектр, такой же как и спектр фотосферы. Он составляет F-компоненту солнечной короны. На высоте 20' F-компонента доминирует в спектре короны. Высота 9'÷10' принимается за границу, отделяющую внутреннюю корону от внешней.
При длительных наблюдениях с внезатменным коронографом L-короны было установлено, что переменность изофот происходит примерно за четыре недели, что указывает на то, что корона в целом вращается так же, как и всё Солнце.
K-составляющая короны появляется при томсоновском рассеянии солнечного излучения на свободных электронах. В непрерывном спектре были обнаружены чрезвычайно сильно размытые (до 100Å) линии H и K Ca II, что указывает на чрезвычайно большую тепловую скорость излучающих частиц (до 7500 км/с). Электроны приобретают такие скорости при температуре порядка 1,5 млн. К. В пользу того, что K-спектр принадлежит электронам, свидетельствует тот факт, что излучение внутренней короны сильно поляризовано, что и предсказывается теорией для томсоновского рассеяния.
Наблюдение эмиссионных линий L-короны также подтверждает предположение о высокой температуре в ней. Этот спектр долго оставался загадкой для астрономов, поскольку имеющиеся в нём сильные линии не воспроизводились в лабораторных опытах ни с одним из известных веществ. Долгое время этот эмиссионный спектр приписывался веществу коронию, а сами линии и по сей день называют корональными. Корональный спектр был полностью дешифрован шведским физиком Бенгтом Эдленом, который показал, что эти линии принадлежат многократно ионизированным атомам металлов (Fe X, Fe XI, Fe XIII, Ca XV, Ni XIII, Ni XV, Ni XVI и др.). Причём все эти линии являются запрещёнными и для их излучения необходимы экстремально низкие плотности вещества, недостижимые в земных лабораториях. Для излучения большинства линий необходима температура около 2,5 млн град. Особого внимания требует линия 5694,42 Å Ca XV, требующая температуры 6,3 млн градусов. Линия эта сильно переменная и, вероятно, проявляется только в местах короны, связанных с активными областями.
F-спектр короны формируется благодаря рассеянию солнечного излучения на частичках межпланетной пыли. В непосредственной близости к Солнцу пыль существовать не может, поэтому F-корона начинает проявлять себя на некотором отдалении от Солнца.

### Радиоизлучение
Солнечная корона является источником сильного радиоизлучения. То, что Солнце излучает радиоволны, стало известно в 1942—1943 годах, но то, что источником является корона, стало известно пять лет спустя во время солнечного затмения. В радиодиапазоне солнечное затмение началось гораздо раньше и закончилось гораздо позже, чем в видимом. При этом во время полной фазы затмения радиоизлучение не сводилось к нулю. Солнечное радиоизлучение состоит из двух компонент: постоянной и спорадической. Постоянный компонент формируется свободно-свободными переходами электронов в электрическом поле ионов. Спорадический компонент связан с активными образованиями на Солнце.

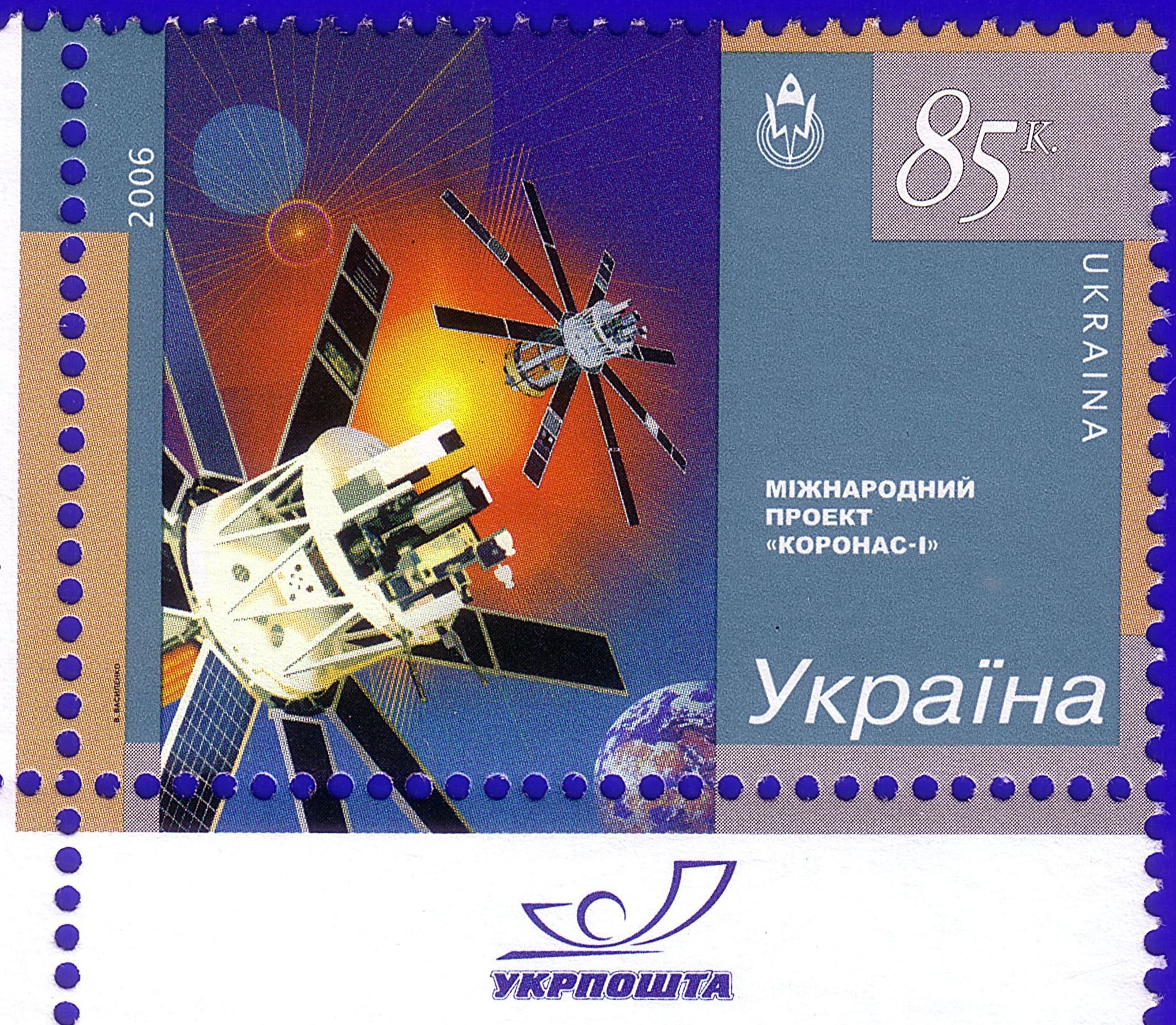
Исследование короны на почтовой марке, 2006

### Рентгеновское излучение
Излучение Солнца с длиной волны менее 20 нанометров полностью исходит из короны. Это означает, что, например, на распространённых снимках Солнца на длинах волн 17,1 нм (171 Å), 19,3 нм (193 Å), 19,5 нм (195 Å), видна исключительно солнечная корона с её элементами, а хромосфера и фотосфера — не видны. Две корональные дыры, почти всегда существующие у северного и южного полюсов Солнца, а также другие, временно появляющиеся на его видимой поверхности, практически совсем не испускают рентгеновское излучение. Этого нельзя сказать о ярких точках на видимой поверхности Солнца, видимых в рентгеновском диапазоне и обладающих сильным магнитным полем, которых в день образуется больше тысячи. Время существования каждой из них — несколько часов. Число их возрастает при спокойном Солнце и уменьшается при активном.

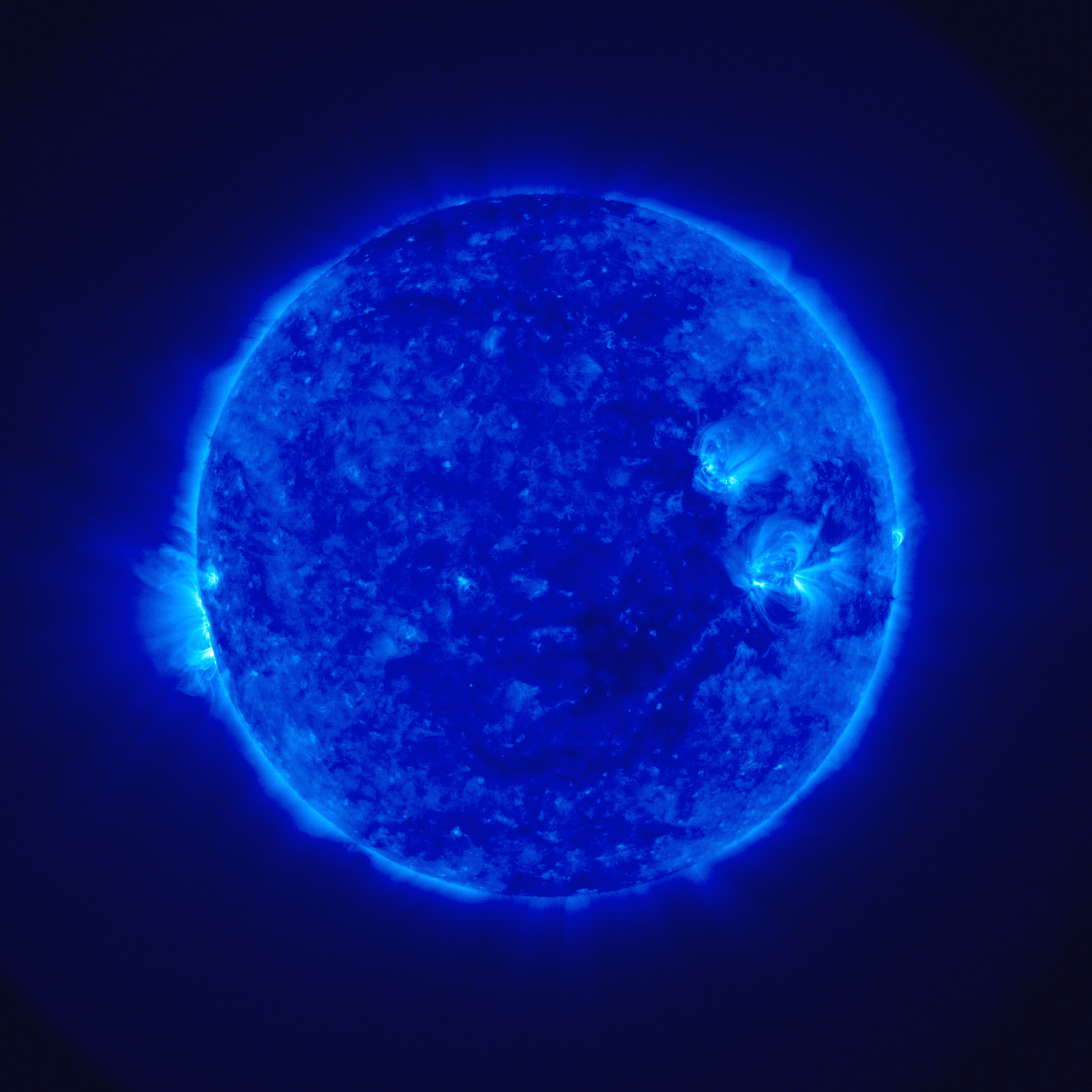
Снимок Солнца на длине волны 171 Å, 4 декабря 2006 года.

## Элементы структуры
Основные структуры, наблюдаемые в короне — корональные дыры, корональные конденсации, корональные арки, корональные петли, лучи, перья, опахала, шлемы, яркие точки. Корональные дыры являются источниками особенно сильного солнечного ветра. Корональные арки представляют собой петлю или систему петель магнитного поля с плазмой повышенной плотности. В солнечной короне нередко происходят масштабные явления — корональные выбросы массы.
Во время затмений при наблюдениях в белом свете корона видна как лучистая структура, форма и структура которой зависит от фазы солнечного цикла. В эпоху максимума солнечных пятен она имеет сравнительно округлую форму. Прямые и направленные вдоль радиуса Солнца лучи короны наблюдаются как у солнечного экватора, так и в полярных областях. Когда же пятен мало, корональные лучи образуются лишь в экваториальных и средних широтах. Форма короны становится вытянутой. У полюсов появляются характерные короткие лучи, так называемые полярные щёточки. При этом общая яркость короны уменьшается.

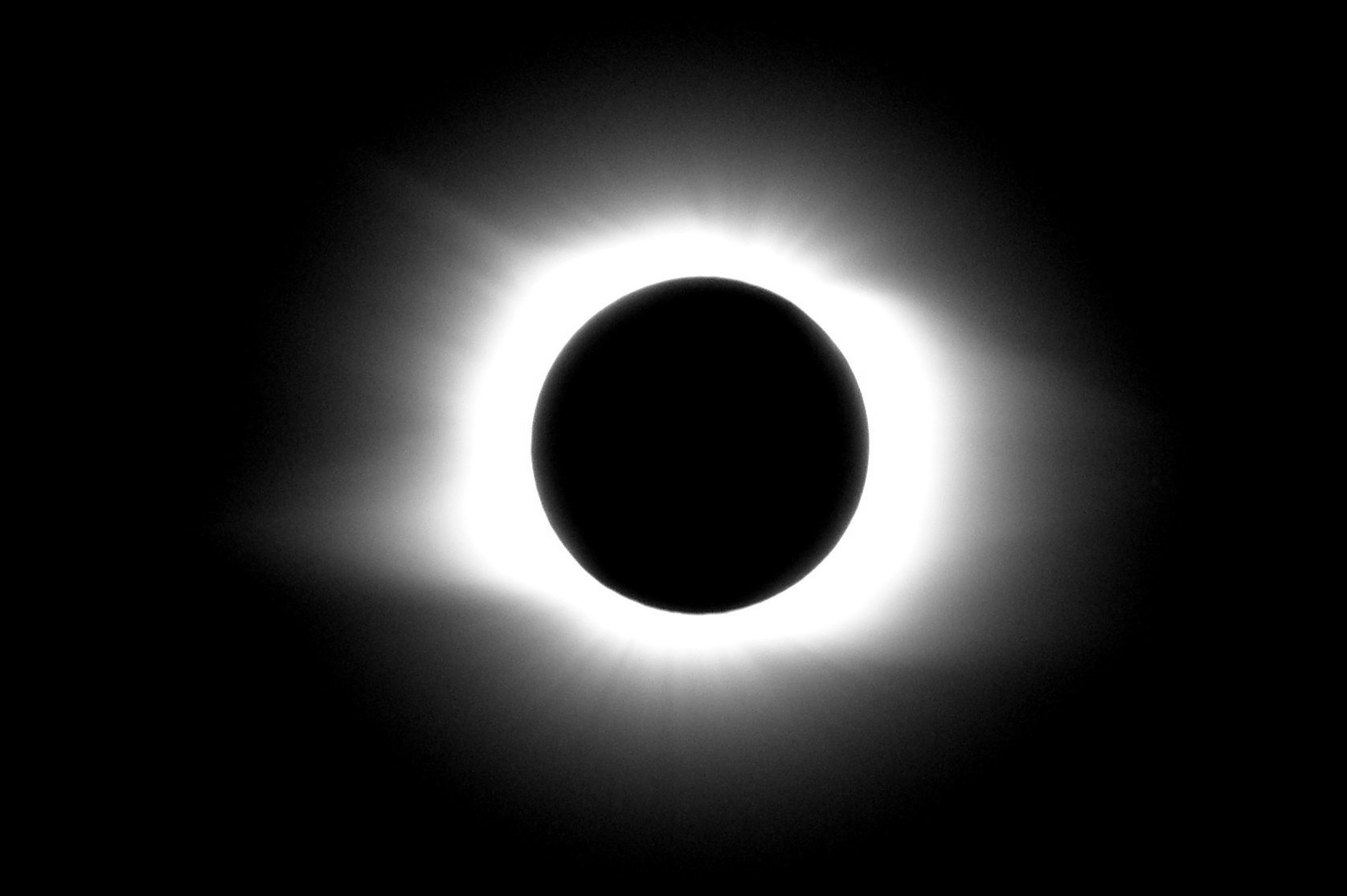
Вытянутая форма короны во время полного солнечного затмения 1 августа 2008 года (близко к минимуму между 23-м и 24-м циклами солнечной активности).

Изменения солнечной короны в солнечном цикле обнаружил в 1897 году пулковский астроном Алексей Павлович Ганский.

## Проблема нагрева солнечной короны
Проблема нагрева солнечной короны остаётся нерешённой. Существует много предположений относительно необычно высокой температуры в короне по сравнению с хромосферой и фотосферой. Известно, что энергия приходит из нижележащих слоёв, включающих, в частности, фотосферу и хромосферу. Вот только некоторые из элементов, возможно, участвующих в нагреве короны: магнитозвуковые и альфвеновские волны, магнитное пересоединение, микровспышки в короне.
Возможно, механизм нагрева короны тот же, что и для хромосферы. Поднимающиеся из глубины Солнца конвективные ячейки, проявляющиеся в фотосфере в виде грануляции, приводят к локальному нарушению равновесия в газе, которое приводит к распространению акустических волн, движущихся в различных направлениях. При этом хаотическое изменение плотности, температуры и скорости вещества, в котором распространяются эти волны, приводит к тому, что меняется скорость, частота и амплитуда акустических волн, причём изменения могут быть столь высокими, что движение газа становится сверхзвуковым. Возникают ударные волны, диссипация которых и приводит к нагреву газа.
Один из возможных механизмов нагрева Солнечной короны — испускание Солнцем аксионов или аксионоподобных частиц, которые превращаются в фотоны в областях с сильным магнитным полем.